# 柴田憲次
柴田 憲次（しばた けんじ、1946年（昭和21年）11月11日 - ）は、日本の実業家。ホーマック会長・DCMホールディングス取締役。

## 人物
岩手県盛岡市出身。

## 略歴
- 1969年（昭和44年）
  - 3月 - 弘前大学卒業
  - 4月 - アルプス電気入社
- 1975年（昭和50年）7月 - 石田商会（後のメイク）入社[2]
- 1994年（平成6年）5月 - メイク専務取締役
- 1995年（平成7年）8月 - ホーマック専務取締役
- 2004年（平成16年）2月  - ホーマック取締役副社長執行役員
- 2005年（平成17年）
  - 2月 - ホーマック代表取締役副社長
  - 8月 - ホーマック代表取締役社長
- 2006年（平成18年）
  - 3月 - DCM Japan取締役
  - - DCM Japanホールディングス取締役
- 2009年（平成21年）9月 - DCMジャパン取締役
- 2010年（平成22年）6月 - DCMホールディングス取締役（現職）
- 2011年（平成23年）3月 - ホーマック取締役会長（現職）[2]